# Entrepierres
Entrepierres – miejscowość i gmina we Francji, w regionie Prowansja-Alpy-Lazurowe Wybrzeże, w departamencie Alpy Górnej Prowansji.

## Demografia
Według danych na rok 1990 gminę zamieszkiwało 205 osób, a gęstość zaludnienia wynosiła 4 osoby/km². W styczniu 2015 r. Entrepierres zamieszkiwało 416 osób, przy gęstości zaludnienia wynoszącej 8,1 osób/km².